# Xoridesopus nigrispeculum
Xoridesopus nigrispeculum är en stekelart som beskrevs av Setsuya Momoi 1970. Xoridesopus nigrispeculum ingår i släktet Xoridesopus och familjen brokparasitsteklar. Inga underarter finns listade i Catalogue of Life.